# Casa Militar (Portugal)
A Casa Militar é um serviço de apoio ao Presidente da República Portuguesa na sua qualidade de Comandante Supremo das Forças Armadas. A Casa Militar é constituída pelo Chefe da Casa Militar, assessores e ajudantes de campo, todos oficiais das Forças Armadas, sendo apoiada por secretariado e pessoal administrativo.

## Organização
A Casa Militar está organizada em função dos três ramos que integram as Forças Armadas. A cada ramo corresponde uma assessoria dirigida por um assessor proveniente do respectivo ramo. Os ajudantes de campo são oficiais provenientes dos três ramos das Forças Armadas. De acordo com este critério e em função das suas atribuições e composição, a Casa Militar está actualmente organizada da seguinte forma: 
- Chefe da Casa Militar: dirige a Casa Militar, representa o Presidente da República sempre que este o determine e assegura a ligação entre o Presidente da República e as autoridades militares.
- Assessoria para a Marinha
- Assessoria para o Exército
- Assessoria para a Força Aérea
- Ajudantes de Campo
  - Marinha
  - Exército
  - Força Aérea